# Вібо Велдмен
Вібо Велдмен (англ. Wybo Veldman, 21 жовтня 1946) — новозеландський академічний веслувальник.
Олімпійський чемпіон 1972 року в складі вісімки, учасник 1968 року.
Бронзовий призер Чемпіонату світу 1970 року в складі вісімки.
Чемпіон Європи 1971 року в складі вісімки, срібний призер 1973 року в складі розпашної двійки без стернового.